# Vladimir Guerrero
Vladimir Alvino Guerrero Sr., soprannominato "Vlad the Impaler", (Nizao, 9 febbraio 1975) è un giocatore di baseball dominicano che ha giocato nel ruolo di esterno e battitore designato nella Major League Baseball (MLB). È stato introdotto nella National Baseball Hall of Fame nel 2018.

## Carriera

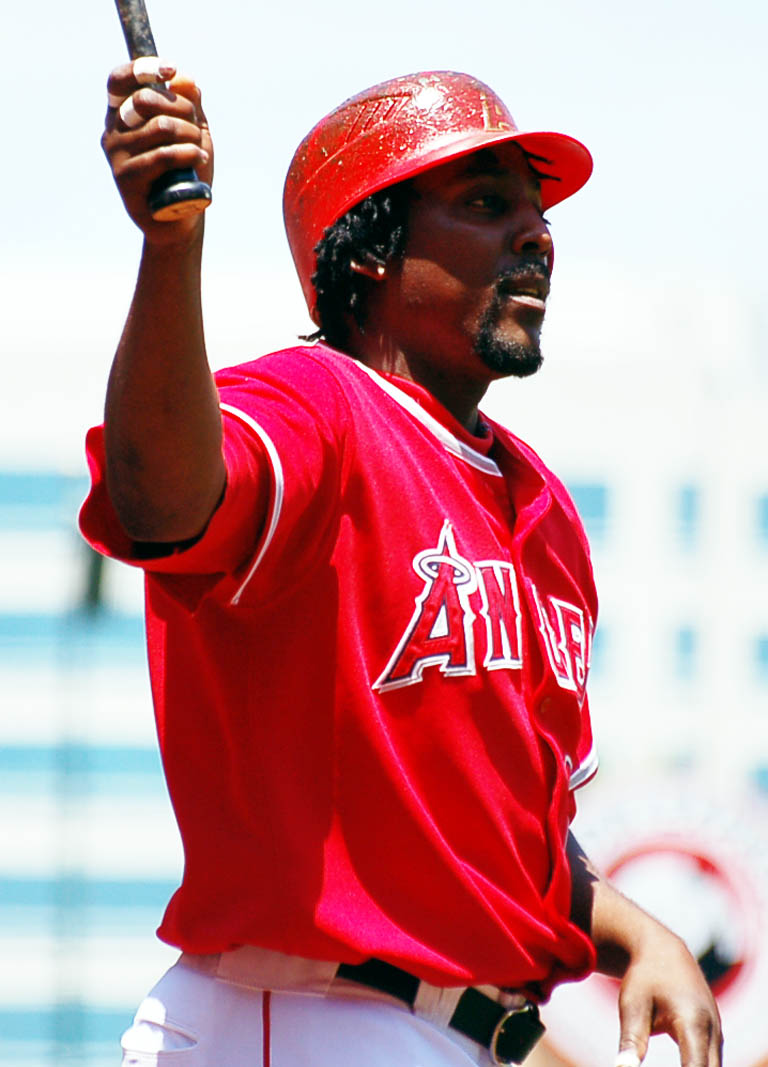
Guerrero con gli Angels nel 2007

Guerrero in carriera giocò con i Montreal Expos (1996-2003-2003), i Anaheim Angels / Los Angeles Angels of Anaheim (2004-2009), i Texas Rangers (2010) e i Baltimore Orioles (2011). Convocato per nove All-Star Game, è noto per la sua notevole produzione offensiva, battendo regolarmente con potenza e un'alta media, oltre che per l'ampio raggio in difesa. Nel 2004 fu votato MVP dell'American League quando segnò 124 punti (leader dell'American League e nuovo record di franchigia), 13 assistenze da esterno (primo a pari merito nella AL), 366 basi totali (record di franchigia pareggiato e leader della AL), con una media battuta di .337 (terzo nella AL). Con gli Angels vinse cinque titoli della AL West division tra il 2004 e il 2009 e fu votato uno dei battitori più temuti della MLB in un sondaggio del 2008 tra tutti i trenta manager della lega.
Con uno stile di battuta aggressivo, batté 30 fuoricampo in otto stagioni e superò i 100 punti battuti a casa (RBI) 10 volte, anche se ebbe solo due stagioni con almeno 65 basi su ball. Nel primo lanciò di un turno in battuta, Guerrero colpì 126 home run, un numero ritenuto essere il più alto di sempre e mise 1.780 palle in gioco.
Il 26 settembre 2011, Guerrero superò Julio Franco per il maggior numero di valide battute da un giocatore dominicano. (Adrián Beltré in seguito superò il suo primato nel 2014).

## Palmarès
- MVP dell'American League: 1

2004
- MLB All-Star: 9

1999–2002, 2004–2007, 2010
- Silver Slugger Award: 8

1999, 2000, 2002, 2004–2007, 2010

## Famiglia
Guerrero è il padre di Vladimir Jr., giocatore dei Toronto Blue Jays, nato a Montreal mentre militava negli Expos.